# White Wolf
A White Wolf foi uma editora estadunidense especializada no segmento de RPGs de Terror. A empresa foi fundada em 1991 por Mark Rein·Hagen e Steve Stewart Wieck e se fundiu com a Lion Rampant. O nome foi tirado de um dos livros de Michael Moorcock.
Seu grande sucesso foi a linha chamada Mundo das Trevas (World of Darkness no original), cujos principais títulos eram: Vampiro: A Máscara, Lobisomem: O Apocalipse, Mago: A Ascensão, Wraith: The Oblivion e Changeling: The Dreaming.
Os diversos cenários tinham como elo a temática do "fim do mundo": A Gehenna em Vampiro, o Apocalipse em Lobsomem e o Oblivion em Wraith.
Em 2005 a White Wolf publicou uma série de suplementos que encerraram com o cenário e lançou uma nova linha de livros, batizada pelos fãs de Novo Mundo das Trevas (New World of Darkness), nWoD ou WoD 2.0.
Os jogos dessa nova série foram Mundo das Trevas, Vampire: The Requiem,Werewolf: The Forsaken, Mage: The Awakening e Promethean: The Created.
Em 2006, a White Wolf Publishing, Inc. se fundiu com uma empresa do ramo de videogames, a CCP Games. Em maio de 2025, Jason Carl anunciou a volta da White Wolf como marca principal responsável pelo universo World of Darkness. A empresa retomará o controle do desenvolvimento de RPGs e da propriedade intelectual, integrando histórias e produtos sob sua direção.

## Antigo Mundo das Trevas
A White Wolf publica várias linha de jogos diferentes, apesar de alguma relação entre eles, todos localizados em um universo ficcional de sua própria criação: Mundo das Trevas (World of Darkness  em inglês). O Mundo das Trevas geralmente corresponde ao nosso próprio mundo, mas com adição de elementos sobrenaturais e classificado como uma atmosfera "gótica". No mundo das trevas, vampiros, lobisomens, magos, fadas e outras criaturas da noite lutam entre si enquanto permanecem escondidos dos humanos mortais. White Wolf também publicou material para o sistema d20 (ou seja, compatíveis com a terceira edição de Dungeons & Dragons) pelo selo de Sword & Sorcery, além de republicar o horror gótico de Ravenloft, cujos direitos pertencem a Wizards of the Coast.
Para completar algumas das linhas de jogo da White Wolf criou um grupo de live action role-playing chamado Mind's Eye Theatre.
White Wolf também tentou entrar para o mundo do jogos de cartas colecionáveis com  Arcadia, Rage, e Vampire: The Eternal Struggle (anteriormente chamado de Jyhad). Este último, talvez o mais conhecido deles, foi originalmente publicado pela Wizards of the Coast em 1994, mas foi abandonado dois anos mais tarde. White Wolf adquiriu os direitos do jogo em 2000.
Alguns video games baseados nos RPGs White Wolf também foram desenvolvidos.

## Polêmicas

### Site Hackeado
O site da White Wolf, foi invadido em 2006, e teve os dados cadastrais de todos os seus clientes roubados. Em pronunciamento em seu próprio site a editora declarou que os dados estavam criptografados e que não haveria riscos; o proceder do caso não foi divulgado pela própria White Wolf.

### Crimes supostamente motivados por RPG
A universitária Aline Silveira Soares foi encontrada morta em cima de um túmulo num cemitério da cidade de Ouro Preto em Minas Gerais, na madrugada do dia 14 de outubro de 2001. Os investigadores e a mídia alegaram que a morte foi causada por jogadores de Vampiro: A Máscara no Brasil e o jogo foi proibido, temporariamente, pela justiça. Com a revisão do caso, a justiça determinou que os livros da editora deveriam conter a expressão "recomendado para maiores", a qual se mantém até hoje. A White Wolf não se pronunciou sobre o caso.
Durante o julgamento a imprensa promoveu uma campanha de desinformação, relacionando indevidamente o RPG com o que algumas autoridades supunham ser magia negra e rituais satânicos ligados a um homicídio.
Os três acusados pela morte foram absolvidas do crime em 5 de julho de 2009, após cinco dias de julgamento.
Análises jurídicas posteriores apontaram a inexistência de nexo causal entre o RPG e o assassinato da estudante Aline Silveira Soares.

## Fusão e MMO
No dia 11 novembro, 2006, White Wolf e CCP Games, a empresa islandesa de desenvolvimento de MMO responsável por Eve Online, anunciara uma fusão durante o discurso na Fanfest EVE Online 2006. Também foi revelado que um MMORPG do Mundo das Trevas já estava em fase de planejamento. Este jogo foi cancelado em abril 2014, após nove anos de desenvolvimento.

## Onyx Path
Durante a Gen Con 2012 foi anunciado que a CCP Games/White Wolf não iria continuar a produzir de RPGs tradicionais. A Onyx Path Publishing, uma nova empresa do diretor criativo da White Wolf, Richard Thomas, comprou os jogos Trinity e Scion da CCP e tornou-se licenciado para a produção de títulos do Mundo das Trevas (clássico e novo), bem como Exalted. Onyx Path, contudo, não possui a licença para títulos de Mind's Eye Theatre.

### Compra da White Wolf
Em outubro de 2015 a Paradox Interactive adquiriu a White Wolf e todo seu catálogo. Em dezembro do mesmo ano,  revelou alguns dos planos para suas marcas no futuro, como sequências para os jogos de RPG e para os videogames "Vampire: The Masquerade - Bloodlines" e "Hunter: The Reckoning".
O CEO da Paradox Tobias Sjogren, informou que: "Queremos contar histórias modernas ambientadas no século XXI. A ideia é mudar gradualmente o cenário do "World of Darkness" dos EUA para a Europa, Rússia e Oriente Médio. Outro produto que devemos voltar a desenvolver ativamente são os card games", explicou citando um interesse crescente pelo jogo "Vampire: The Eternal Struggle".

## Livros do Antigo Mundo das Trevas
- Vampiro: A Máscara
- Lobisomem: O Apocalipse
- Mago: A Ascensão
- Changeling: O Sonhar
- Hunter: The Reckoning
- Aparição: O Limbo
- Múmia: a Ressurreição
- Vampiros do Oriente
- Orpheus

Em 2003, a empresa anunciou o "Tempo do Julgamento", uma série de eventos em seu cenário que se concluíram com o seu encerramento.

## Variantes Históricas
- Vampiro: Idade das trevas
- Lobisomen: Idade das trevas
- Dark Ages: Mage
- Dark Ages: Inquisitor
- Dark Ages: Fae
- Mage: The Sorcerers Crusade
- Victorian Age: Vampire
- Wraith: The Great War
- Werewolf: The Wild West
- Devil's Due - a Demon: um livro de expansão de The Fallen para Dark Ages: Vampire

## Mind's Eye Theatre
- Laws of the Night (Vampire)
- Laws of the Wild (Werewolf)
- Oblivion (Wraith)
- Laws of Hunt (Mortals)
- The Shining Host (Changeling)
- Laws of Ascension (Mage)
- Laws of the Reckoning (Hunter)
- Laws of Resurrection (Mummy)
- Laws of the East (Kindred of the East)
- Faith and Fire (Dark Ages: Vampire)
- Laws of the Wyld West (Werewolf: The Wild West)

## O Novo Mundo das Trevas
- O Mundo das Trevas
- Vampiro: O Réquiem (Vampire: The Requiem)
- Lobisomem: Os Destituídos (Lobisomem: The Forsaken)
- Mago: O Despertar (Mage: The Awakening)
- Promethean: The Created
- Changeling: Os Perdidos (Changeling: The Lost)
- Hunter: The Vigil
- Geist - The Sin Eaters
- Mummy: The Curse

## Age of Sorrows
- Exalted

## Trinity Universe
- Trinity
- Aberrant